# Ischnopopillia erythropteroides
Ischnopopillia erythropteroides är en skalbaggsart som beskrevs av Machatschke 1975. Ischnopopillia erythropteroides ingår i släktet Ischnopopillia och familjen Rutelidae. Inga underarter finns listade i Catalogue of Life.